# صلاح الدين الأيوبي (مسلسل)
مسلسل صلاح الدين الأيوبي مسلسل تاريخي يتناول الأحداث السياسية في القرن السادس الهجري في منطقة بلاد الشام ومصر التي كانت مسرحا لـالحروب الصليبية.
يركز المسلسل على سيرة صلاح الدين الأيوبي ويبرز شجاعته وحسن خلقه وحنكته كما يحكي كيف استطاع توحيد المسلمين وسحق الصليبين
في معركة حطين الشهيرة واستعادة القدس بعد أن انتزعها الصليبيون منذ قرابة المائة عام.
المسلسل يقدم الرواية التاريخية من وجهة نظر إسلامية ويبتعد عن المساحات الشائكة بين السنة والشيعة حيث يمتنع عن التطرق لتوجه الدولة الفاطمية الإسماعيلي الشيعي والفرق بينه وبين السلطنة الزنكية التابعة لـالخلافة العباسية السنية سواء في العقيدة أو الممارسات.
صُور هذا المسلسل بالتزامن مع مسلسل البحث عن صلاح الدين على وقع انتفاضة الأقصى التي بدأت خريف عام 2000.

## معلومات المسلسل
المسلسل مكون من ثلاثين حلقة يبدأ من ولادة البطل ويستمر في عرض الأحداث في تتابع زمني مع التعرض للخيوط الأخرى المكملة للقصة والمرتبطة بالفترة التاريخية.
ترتيب الممثلين وتمييزهم تبع لشارة المسلسل  
 البطولة 
- جمال سليمان: صلاح الدين الأيوبي.
- سوزان نجم الدين: عصمة الدين خاتون.
- باسم ياخور: نور الدين محمود.
- نجاح سفكوني: نجم الدين أيوب.
- وائل رمضان: رينو دي شاتيون
- محمد مفتاح: أسد الدين شيركوه.

الشخصيات العربية باسل خياط - قيس الشيخ نجيب تيم حسن - محمود خليلي - أحمد منصور - ناصر وردياني - أسامة السيد يوسف - علي مداراتي - فادي صبيح - محمد خير الجراح - كفاح الخوص - نزار أبو حجر - غسان جباعي - لؤي عيادة.
- رامي حنا: أسامة بن منقذ.
- عبد الرحمن آل رشي: عماد الدين الزنكي.
- علاء الدين كوكش: معين الدين أنر.
- حسن عويتي: الوزير شاور.
- جلال شموط: تقي الدين عمر.

من السودان
- ياسر عبد اللطيف: مؤتمن الخلافة جوهر.

من الأردن
- نادرة عمران: صفوة الملك زمرد.

ضيوف الشرف
- رفيق سبيعي: صاحب الأحداث مراد (شيخًا).
- رفيق علي أحمد: الشيخ راشد.
- غسان مسعود: القاضي الفاضل.

الشخصيات الفرنجية فائق عرقسوسي - نضال سيجري - رامز عطا الله - محمد آل رشي - هيما إسماعيل - مصطفى الخاني - سلاف معمار - رضوان جاموس - حسام الشاه - مفيد أبو حمدة.
- سلمى المصري: ملكة القدس.
- سلاف فواخرجي: هديرنا كنديسة طرابلس.
- ماهر صليبي: الملك أمالريك.
- سامر عمران: الملك الفرنسي لويس.
- سيف الدين سبيعي: الملك بالدوين.
- محمد الطيب: الملك الألماني كونراد.

من لبنان
- ورد الخال: كونستانس، كونتيسة أنطاكية.
- وليد العلايلي - عايدة الناظر.

ضيوف الشرف
- خالد تاجا: الإمبراطور البيزنطي عيمانؤيل.
- جهاد عبدو: ريموند الثالث أمير طرابلس.

من لبنان
- كارمن لبس: الأميرة أغلس كورتنيه.

مع الوجوه الجديدة
- سعد لوستان: عز الدين جرديك.
- عامر علي: بالدوين دي أبلين.
- ناديا حمزة: ملكة فرنسا إليانور.
- كناز سالم: باليان دي أبلين.
- آمن العرند: صلاح الدين شاباً.
- أحمد الأحمد: همفري.
- عدنان عبد الجليل: القبطي المصري.
- بسام داوود: البطريرك هرقل.

تأليف: وليد سيف
إخراج: حاتم علي

## انتقاد المسلسل ومغالطات تاريخية ومنطقية
تم تصوير مقتل عماد الدين زنكي على يد خادمه وتم تبرير أن خادمه قتله بسبب خوفه من العقاب كونه شرب من كأسه وهذا الموضوع خالفه الكثير من المؤرخين وقبل ذلك ليس من المنطق العام مقتل أتابك ورئيس جيش كامل بهذه البساطة والمصادر والكتب التاريخية الأكثر تشير أن الموضوع أكبر وأعمق من ذلك.

## روابط خارجية
- مسلسل صلاح الدين الأيوبي على موقع IMDb (الإنجليزية)
- مسلسل صلاح الدين الأيوبي على موقع قاعدة بيانات الأفلام العربية
- مسلسل صلاح الدين الأيوبي على موقع كينوبويسك (الروسية)